# آبیناواگوپتا
آبینااگوپتا (دواناگاری अभिनवगुप्तः؛ حدود ۹۵۰ – ۱۰۱۶ پس از میلاد : ۲۷ فیلسوف و عارف و زیبایی‌شناس اهل کشمیر بود. او همچنین یک موسیقی‌دان، شاعر، نمایشنامه‌نویس، مفسر، الهی‌دان، و منطق‌دان نیز به‌حساب می‌آمد. از منظر فعالیت‌هایش او شخصیتی چندگانه داشت که تأثیرات قوی بر فرهنگ هند اعمال می‌کرد.